# 趙士俊
趙士俊，山西省澤州直隸州陽城縣（今山西省晉城市陽城縣）人，清朝政治人物、進士出身。

## 生平
順治二年（1645年），山西鄉試中舉。顺治三年，登進士，后官至山東茌平縣知縣。當時陽城縣參加山西鄉試共十人（张尔素、田六善、杨荣胤、王润身、王兰彰、王克生、衛貞元、段上彩、赵士俊、乔映伍），全部中舉；次年十人又參加會試，全登進士，史稱“十鳳齊鳴”。